# Garabandal, solo Dios lo sabe
Garabandal, solo Dios lo sabe es una película histórica dirigida por Brian Alexander Jackson y estrenada en 2018.

## Sinopsis
La película sigue el relato histórico de las apariciones marianas de Garabandal en Cantabria (España) el 18 de junio de 1961. 
En el pequeño pueblo de San Sebastián de Garabandal (situado en la cordillera cantábrica) de callejuelas empedradas y poco más de 100 casas, cuatro niñas, Conchita, Jacinta, Mari Loli y Mari Cruz, afirman haber tenido una aparición del arcángel san Miguel.
Unos días después el 2 de julio de 1961 aseguran haber recibido la visita de la Virgen del Carmen. Tras esta primera vez, las jóvenes declaran que tuvieron más de 2.000 encuentros con la Virgen María hasta finales de 1965. 
El párroco del pueblo, don Valentín, y el brigada de la Guardia Civil don Juan Álvarez Seco de repente se encontrarán implicados como protagonistas en un acontecimiento que les desborda, tratando de comprender dónde está la verdad, frente a una jerarquía perpleja, y ante una multitud cada vez más creciente de personas que acuden al pueblo en busca de respuestas.
El fenómeno de estas apariciones sigue acogiendo año tras año a miles de fieles de todo el mundo desde 1961. Se trata de uno de los casos de supuestas apariciones más controvertidos de la historia reciente, sobre el que el primer pronunciamiento que existe es el del entonces obispo de Santander, con apoyo de la Santa Sede, negando que en Garabandal hubiera hechos sobrenaturales: «todos los hechos ocurridos en esta localidad tienen una explicación natural» (mons. Puchol, 1967).
Sus sucesores, si bien con un planteamiento pastoral más positivo, siguen afirmando que «no consta» la sobrenaturalidad de los hechos.

## Actores y presupuesto
La película se realizó en 28 días, sin presupuesto y solo con actores voluntarios.
El párroco del pueblo, don Valentín protagonizado por Rafael Samino y el brigadier de la Guardia Civil, don Juan Álvarez Seco que encarna por Fernando García Linares, apoyan la narración con solvencia y madurez.
Las cuatro actrices protagonistas son Belén Garde, Teresa Carrasco, Miriam Rodríguez y Blanca Cogollud, interpretan a las cuatro jóvenes de las Apariciones marianas de Garabandal.
Ha contado también con la interpretación amateur de Javier Paredes, de oficio catedrático de Historia Contemporánea de la Universidad de Alcalá, en el papel de monseñor Ortega un personaje ficticio que no se identifica con ningún obispo en particular de la historia de Garabandal. Paredes, firme defensor de la autenticidad de las Apariciones marianas de Garabandal, afirma a que estas “constituyen una clave importantísima para comprender el mundo actual”.

## Actores conocidos
- Alberto Bárcena Pérez, historiador que da crédito a las apariciones.[12]

## Ficha técnica
- Título original: Garabandal, solo Dios lo sabe[13]
- Título internacional español: Garabandal, solo Dios lo sabe
- Director: Brian Alexander Jackson
- Guion: P. José Luis Saavedra
- Fotografía: Kristian Philip Espejon
- Música: Karen Mary Mc Mahon
- Productor: MATER SPEI, AIE
- Distribución: Distribución Saje
- País de origen: España
- Género: Cine histórico
- Duración: 96 minutos[14]

## Distribución
Garabandal, solo Dios lo sabe fue distribuida por Distribución SAJE, que es una casa de distribución cuyo objetivo es poner a disposición del público francófono películas y telefilmes de inspiración cristiana. 

## Premios
- Garabandal, sólo Dios sabe, recibió el segundo premio en el "XXXIV Festival Internacional de Cine Católico y Multimedia, KSF Niepokalana 2019" entre 74 películas de 12 países.[15]